# Liściouch Darwina
Liściouch Darwina (Phyllotis darwini) – gatunek ssaka z podrodziny bawełniaków (Sigmodontinae) w obrębie rodziny chomikowatych (Cricetidae), występujący endemicznie w Chile.

## Systematyka
Gatunek po raz pierwszy zgodnie z zasadami nazewnictwa binominalnego opisał w 1837 roku brytyjski przyrodnik George Robert Waterhouse nadając mu nazwę Mus (Phyllotis) darwinii. Holotyp pochodził z Coquimbo w regionie Coquimbo w Chile. 
Współcześnie rodzaj liściouch (Phyllotis) jest umieszczany w podrodzinie bawełniaków w rodzinie chomikowatych. W przeszłości do tego gatunku zaliczano wiele podgatunków, obecnie uznanych za osobne gatunki: liściouch skalny (P. bonaeriensis), liściouch zwrotnikowy (P. caprinus), liściouch leśny (P. definitus), liściouch pacyficzny (P. limatus), liściouch duży (P. magister), liściouch górski (P. osgoodi), liściouch boliwijski (P. wolffsohni) i liściouch żółtozady (P. xanthopygus). Jeden z lepiej zbadanych gryzoni pod względem demografii, ekologii i fizjologii, ale jego alfa taksonomia jest nadal słabo zbadana. Chociaż tradycyjnie uważano go za gatunek wysoce politypowy ze względu na jego duży zasięg występowania, P. darwinii jest ograniczony do środkowego Chile i stopniowo oddzielał się od P. xanthopygus. Autorzy Illustrated Checklist of the Mammals of the World rozpoznają trzy podgatunków.
W wydanej w 2015 roku przez Muzeum i Instytut Zoologii Polskiej Akademii Nauk publikacji „Polskie nazewnictwo ssaków świata” rodzajowi temu nadano nazwę liściouch, a gatunkowi – liściouch Darwina.

### Etymologia
- Phyllotis: gr. φυλλον phullon „liść”; ους ous, ωτος ōtos „ucho”[19].
- darwini: Charles Robert Darwin (1809–1882), brytyjski przyrodnik, odkrywca (przyrodnik na HMS Beagle w latach 1831–1836), współtwórca teorii ewolucji przez dobór naturalny[20].
- boedeckeri: Martino Boedecker[12].
- fulvescens: średniowiecznołac. fulvescens, fulvescentis „świecący na żółto”, od fulvescere „świecić na żółto”, od łac. fulvus „śniady”[21].

## Występowanie
Liściouch Darwina sensu stricto występuje wyłącznie wzdłuż zachodniego i środkowego wybrzeża Chile, od poziomu morza do 2000 m n.p.m. w Andach. Jest związany z formacją roślinną matorral, tworzonej przez twardolistne zarośla.
Zasięg występowania w zależności od podgatunku:
- P. darwini darwini – północne i środkowo-zachodnie Chile.
- P. darwini boedeckeri – środkowo-zachodnie Chile (region Maule).
- P. darwini fulvescens – środkowo-zachodnie Chile (region Biobío).

## Morfologia

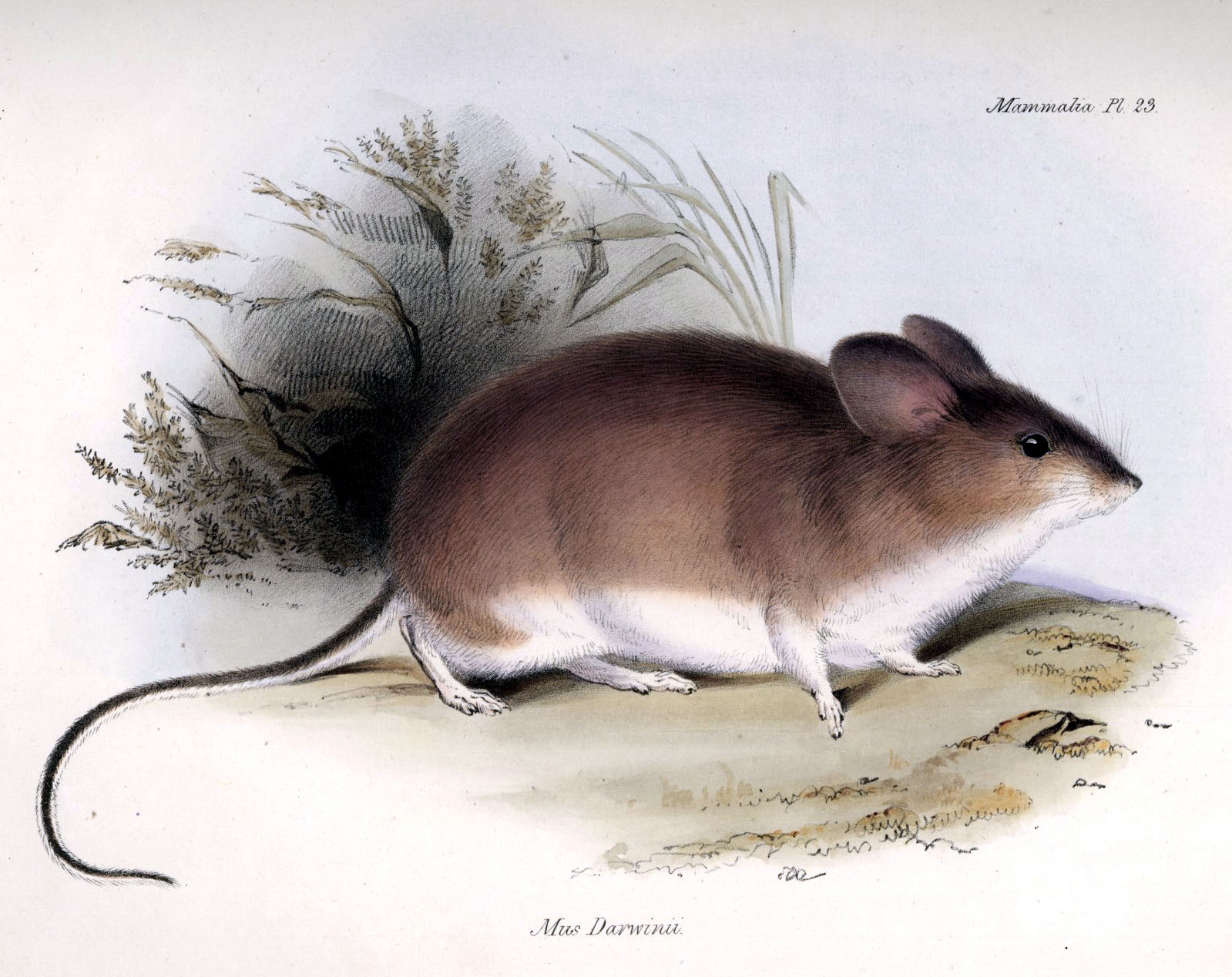
Ilustracja z XIX wieku

Długość ciała (bez ogona) 107–140 mm, długość ogona 105–145 mm, długość ucha 21–32 mm, długość tylnej stopy 21–31 mm; masa ciała samic 42 g, samców 53 g. Opis holotypu: wierzch ciała jest pokryty włosami o barwie cynamonowej, przemieszanymi z ciemniejszymi, prawie czarnymi. Policzki, boki ciała i nasada ogona są złocisto-cynamonowe, spód ciała i stopy białe. Uszy są duże, prawie nagie. Ogon ma prawie tę samą długość co ciało wraz z głową, z wierzchu jest brązowoczarny, od spodu biały.

## Populacja i zagrożenia
Liściouch Darwina jest uznawany za gatunek pospolity. Występuje w kilku obszarach chronionych, nie są znane większe zagrożenia. Międzynarodowa Unia Ochrony Przyrody uznaje go za gatunek najmniejszej troski.